# Norsk elv
|  | Denne artikel er oprettet af botten Steenthbot ud fra en ekstern database. Den kan derfor have sproglige fejl eller mangler. Denne skabelon kan fjernes efter kontrol af indholdet. |

Norsk elv er en dansk dokumentarfilm fra 1956 instrueret af Holger Moth og Edwin Nørgaard efter deres manuskript.

## Handling
En norsk elv fra dens udspring gennem en gletsjerport til dens udløb i havet. I elven drives fiskeri, den bruges til tømmerfløtning, og vandkraften udnyttes bl.a. til elværker. På elvens nedre løb kan der foregå sejlads; skibene føres uden om vandfaldene ved hjælp af sluser.